# Svrčov (hrad)
Svrčov je zřícenina hradu nacházejícího se v okrese Přerov v katastru města Hranice, na ostrohu kopce nad řekou Bečvou, nad železniční tratí Hranice – Valašské Meziříčí. Jeho zbytky jsou chráněny jako kulturní památka.

## Historie
Hrad byl založen asi ve 14. století některým z vladyků z Násilé a Zdounek, v jejichž rodu bylo jméno Svrč obvyklé.[zdroj?] Zaniknout mohl např. při dobytí Hranic husity roku 1427, v písemných zprávách se připomíná jen roku 1548 jako pustý. Jeho zřícenina je zakreslena na Willenberkově rytině Hranic z konce 16. století, v 18. století posloužila jako zdroj kamene pro stavbu hranického kostela Stětí svatého Jana Křtitele.
Na přístupové straně od jihovýchodu hrad začíná plochou původně dřevěného předhradí, která přechází do valu obtáčejícího hrad ze severu. Hradní jádro stojí na pahorku za příkopem, na jihozápad spadá skalami k Bečvě. Částečně dochovány jsou základy asi věžovitého paláce, hradeb a pozorovatelny nad řekou. Z přístupových stran se dochovaly terasy parkánu.

## Přístup
K hradu vede červená turistická trasa od železniční stanice Teplice nad Bečvou do Hranic. Přímo u hradu se nachází vyhlídkové místo do údolí řeky Bečvy.